# Hor Yezh
Hor Yezh és una revista de lingüística consagrada al bretó, fundada per Arzel Even el 1954. El seu director fou posteriorment Per Denez i actualment Herve ar Bihan. És membre de l'associació Kuzul ar Brezhoneg.
La revista edita igualment llibres, però és independent de Mouladuriou Hor Yezh.